# Haliclona pulcherrima
Haliclona pulcherrima är en svampdjursart som först beskrevs av Brøndsted 1924.  Haliclona pulcherrima ingår i släktet Haliclona och familjen Chalinidae. Inga underarter finns listade i Catalogue of Life.